# معماری سودانی-ساحلی
معماری ساحلی-سودانی مجموعه‌ای از سبک‌های معماری مشابه است که در میان مردمان مسلمان ساکن در ساحل و ساوانای سودان در غرب آفریقا، جنوب صحرای بزرگ آفریقا (نه در جنگل‌های استوایی) رواج دارد. این شیوه با استفاده‌اش از خشت، گچ و خاک و پرتوهای بلندی که در ساختمان‌های بلند همانند کاخ‌ها و مسجدها از دیوار بیرون می زنند شناخته می‌شود. همچنین در بازسازی‌هایی که در فصل‌های گوناگون به صورت دوره‌ای توسط انجمن‌های انجام می‌شود، از پرتوها به عنوان داربست استفاده می‌کنند.

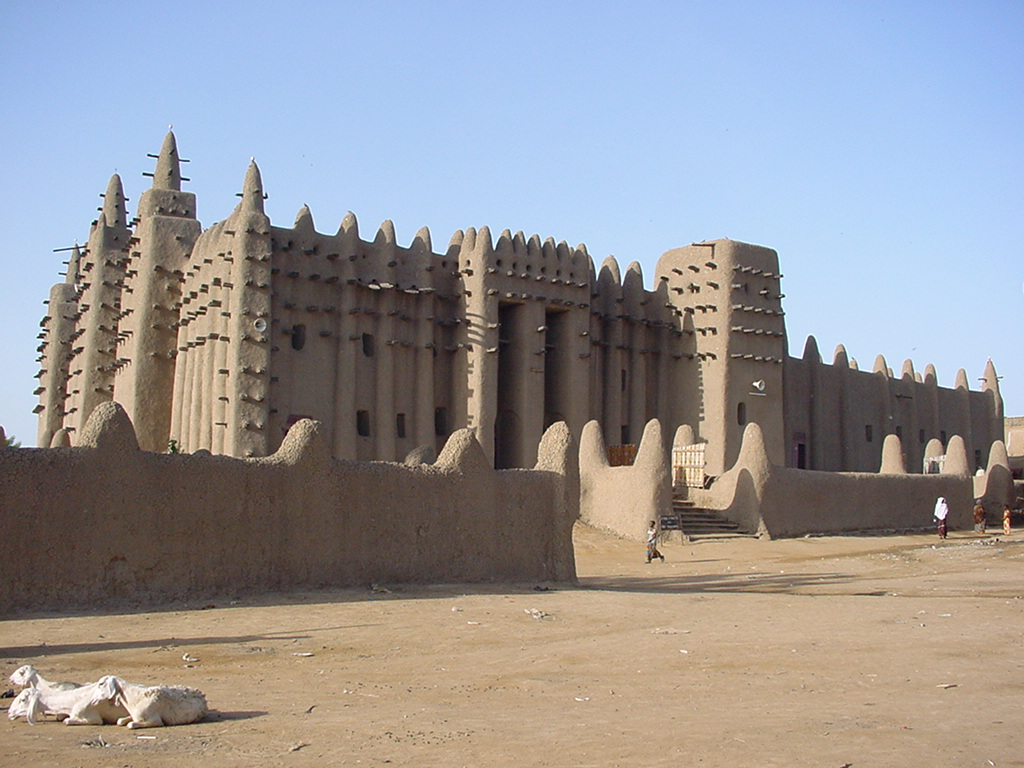
جامع کبیر در جنه
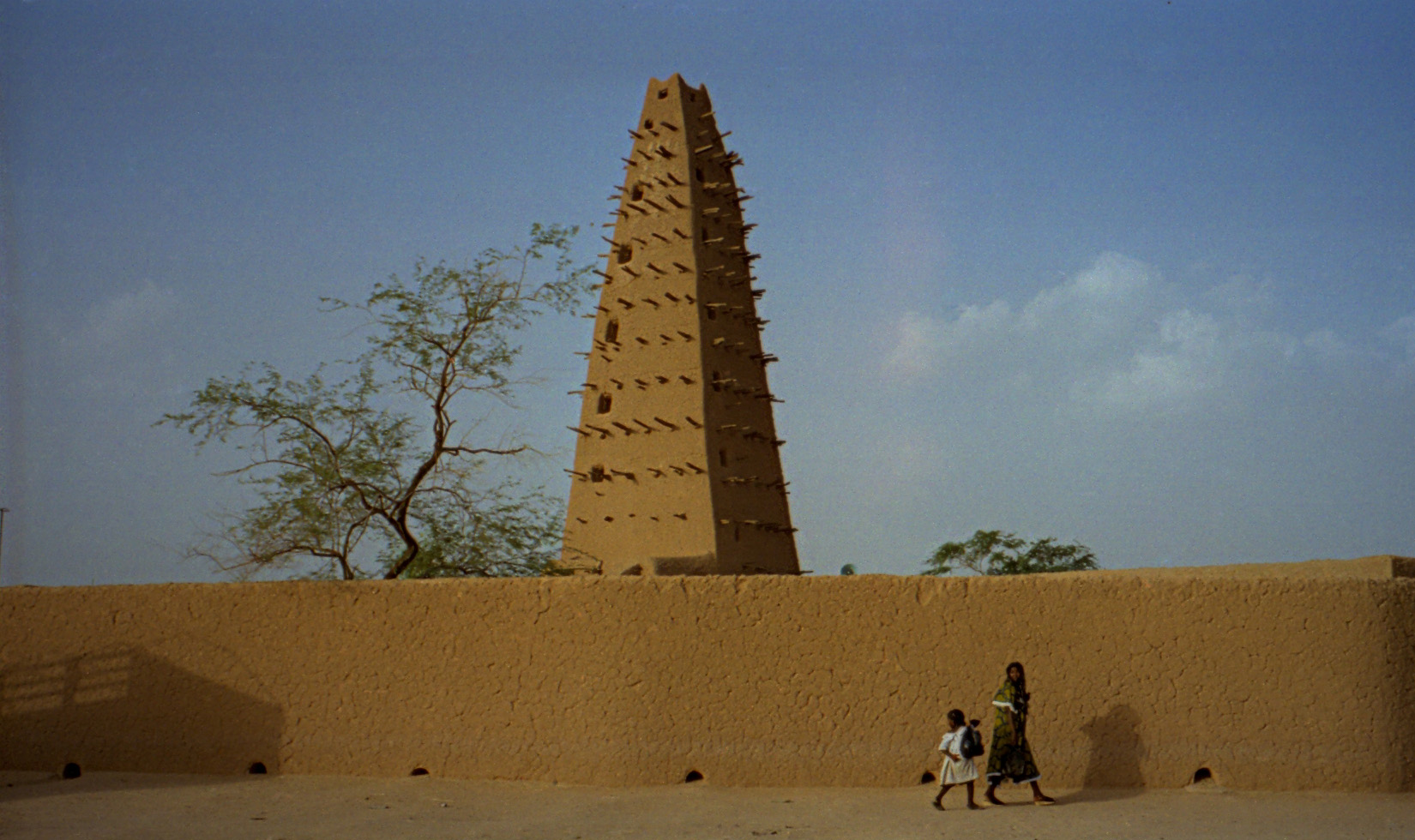
مسجد جامع آگادز در نیجر
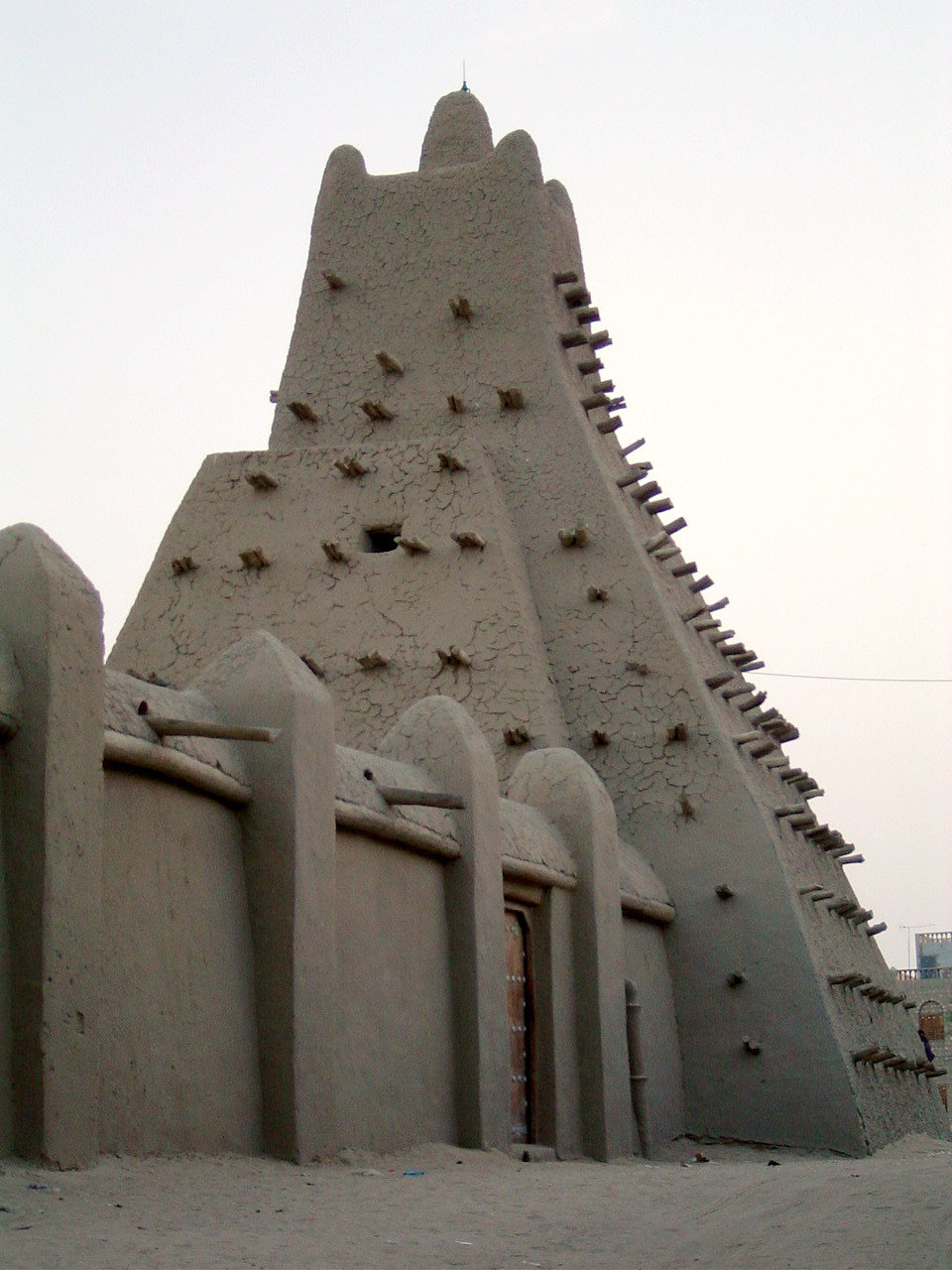
مدرسه سنکوره در تیمبوکتو
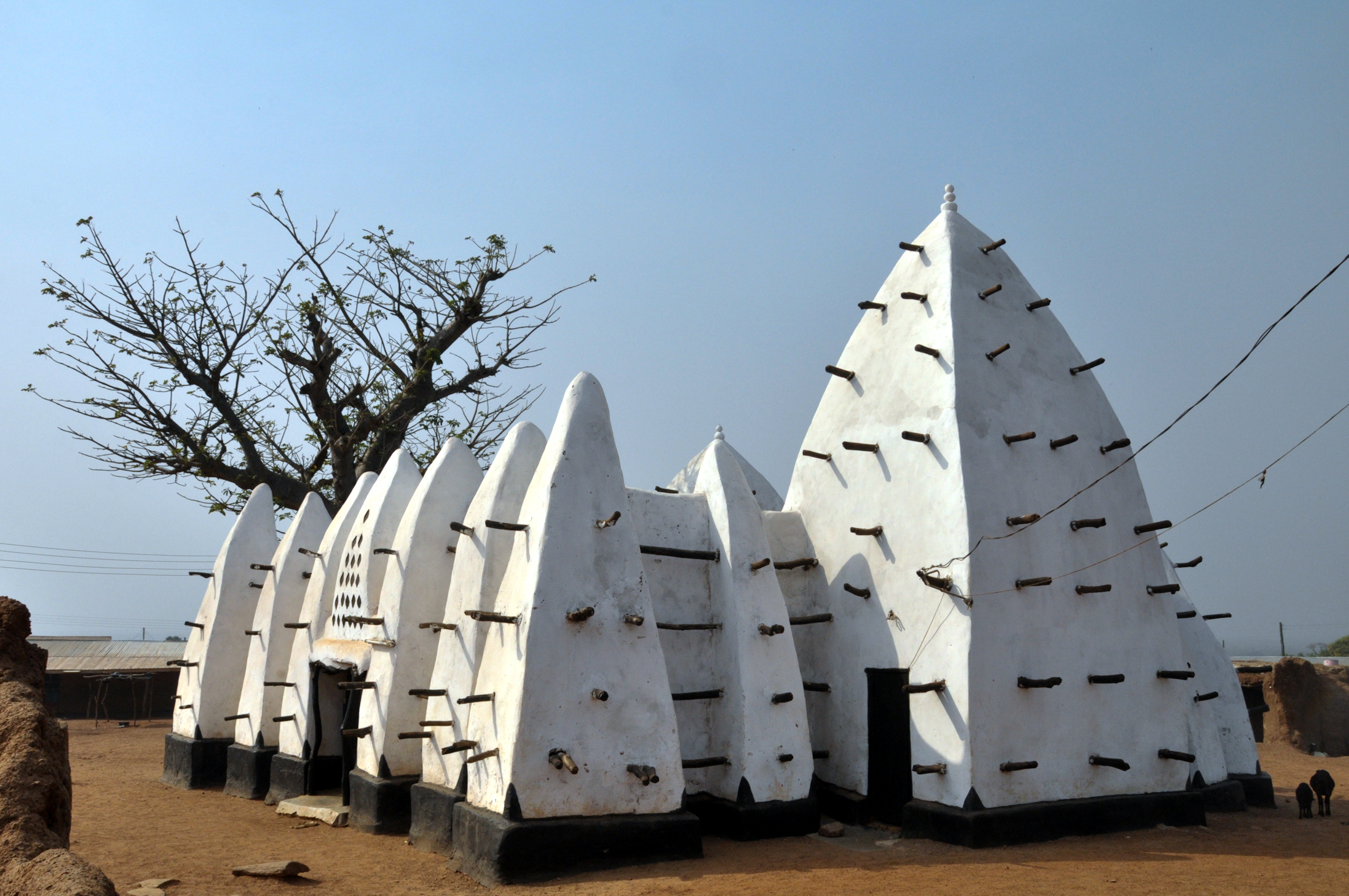
مسجد لارابانگا در غنا
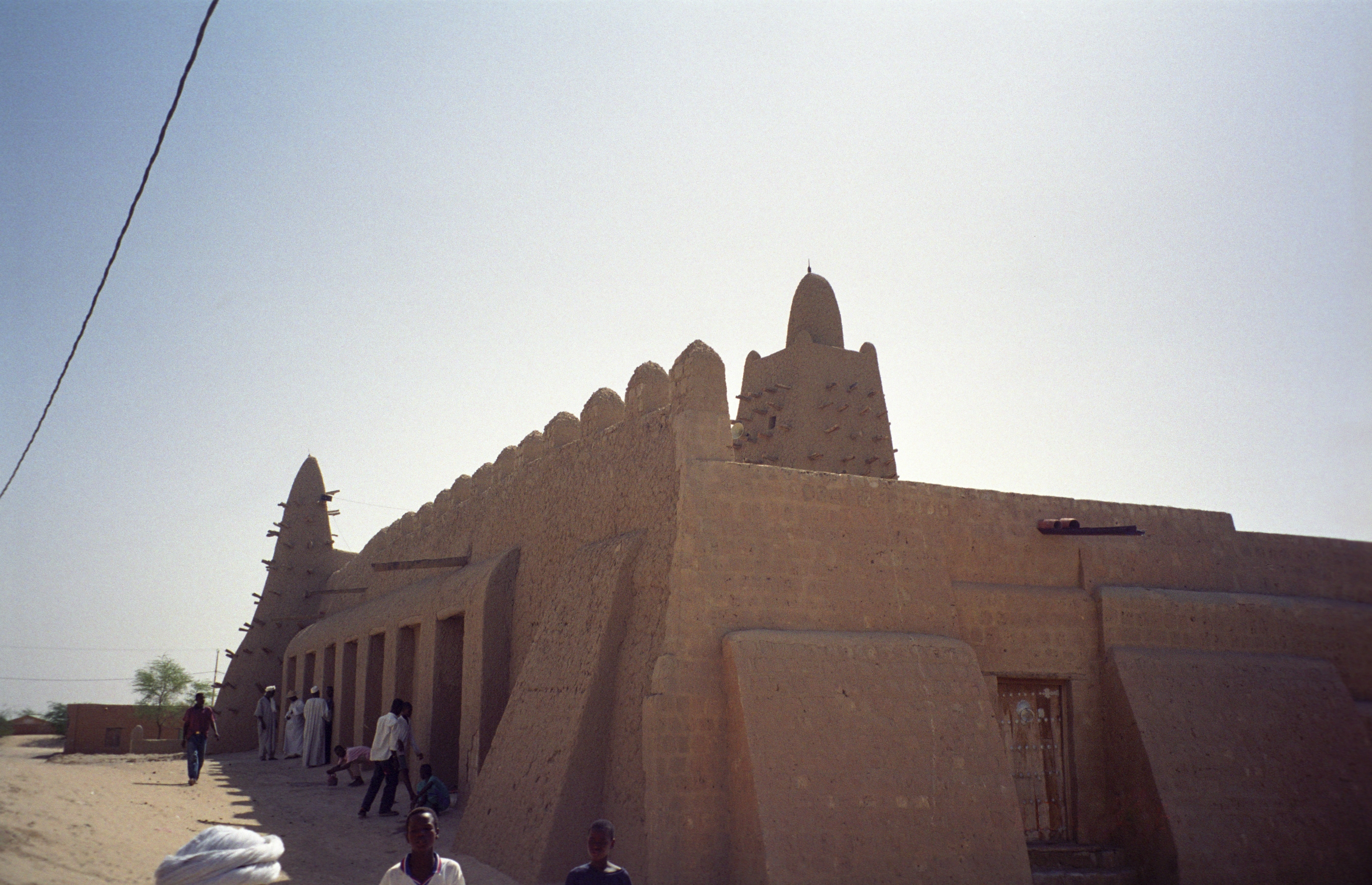
مدرسه جنگاریبر در تیمبوکتو